# Premier League 2024-2025 (Sierra Leone)
La Premier League 2024-2025, anche nota come Sierra Leone National Premier League 2024-2025, è la 36ª edizione della massima serie del campionato di calcio della Sierra Leone. La stagione è iniziata il 20 dicembre 2024 e terminerà l'8 giugno 2025.
Il Bo Rangers è la squadra campione in carica, avendo vinto il campionato nell'edizione 2023-2024.

## Stagione

### Novità
Dalla stagione precedente sono stati retrocessi Real Republicans, Kholifa Stars e Kahunla, ultime tre classificate del campionato. Al loro posto dalla National First Division sono stati promossi Abacha City, Bullom Stars e Star Sport Academy, prime tre classificate.

### Formula
Le 18 squadre partecipanti giocano un girone all'italiana con partite di andata e ritorno, per un totale di 34 giornate. Al termine della stagione, la squadra prima classificata è campione della Sierra Leone e si qualifica per la CAF Champions League 2025-2026, mentre la seconda classificata si qualifica per la Coppa della Confederazione CAF 2025-2026. Le ultime tre classificate sono invece automaticamente retrocesse in National First Division.

## Squadre partecipanti
| Squadra              | Città     | Stagione precedente      |
| -------------------- | --------- | ------------------------ |
| Abacha City          | Freetown  | National First Division  |
| Bai Bureh Warriors   | Port Loko | 13° in Premier League    |
| Bhantal              | Freetown  | 2° in Premier League     |
| Bo Rangers           | Bo        | Campione di Sierra Leone |
| Bullom Stars         | Lungi     | National First Division  |
| Diamond Stars        | Koidu     | 12° in Premier League    |
| East End Lions       | Freetown  | 6° in Premier League     |
| Freetonians SLIFA    | Freetown  | 10° in Premier League    |
| Freetown City        | Freetown  | 15° in Premier League    |
| Kallon               | Freetown  | 3° in Premier League     |
| Lamboi               | Freetown  | 14° in Premier League    |
| Luawa                | Freetown  | 9° in Premier League     |
| Mighty Blackpool     | Freetown  | 11° in Premier League    |
| Old Edwardians       | Freetown  | 7° in Premier League     |
| Ports Authority      | Freetown  | 5° in Premier League     |
| Star Sport Academy   | Freetown  | National First Division  |
| Wilberforce Strikers | Freetown  | 8° in Premier League     |
| Wusum Stars          | Makeni    | 4° in Premier League     |

## Classifica
|                         | Pos. | Squadra              | Pt | G | V | N | P | GF | GS | DR |
| ----------------------- | ---- | -------------------- | -- | - | - | - | - | -- | -- | -- |
| Sierra Leone (bandiera) | 1.   | Abacha City          | 0  | 0 | 0 | 0 | 0 | 0  | 0  | 0  |
|                         | 2.   | Bai Bureh Warriors   | 0  | 0 | 0 | 0 | 0 | 0  | 0  | 0  |
|                         | 3.   | Bhantal              | 0  | 0 | 0 | 0 | 0 | 0  | 0  | 0  |
|                         | 4.   | Bo Rangers           | 0  | 0 | 0 | 0 | 0 | 0  | 0  | 0  |
|                         | 5.   | Bullom Stars         | 0  | 0 | 0 | 0 | 0 | 0  | 0  | 0  |
|                         | 6.   | Diamond Stars        | 0  | 0 | 0 | 0 | 0 | 0  | 0  | 0  |
|                         | 7.   | East End Lions       | 0  | 0 | 0 | 0 | 0 | 0  | 0  | 0  |
|                         | 8.   | Freetonians SLIFA    | 0  | 0 | 0 | 0 | 0 | 0  | 0  | 0  |
|                         | 9.   | Freetown City        | 0  | 0 | 0 | 0 | 0 | 0  | 0  | 0  |
|                         | 10.  | Kallon               | 0  | 0 | 0 | 0 | 0 | 0  | 0  | 0  |
|                         | 11.  | Lamboi               | 0  | 0 | 0 | 0 | 0 | 0  | 0  | 0  |
|                         | 12.  | Luawa                | 0  | 0 | 0 | 0 | 0 | 0  | 0  | 0  |
|                         | 13.  | Mighty Blackpool     | 0  | 0 | 0 | 0 | 0 | 0  | 0  | 0  |
|                         | 14.  | Old Edwardians       | 0  | 0 | 0 | 0 | 0 | 0  | 0  | 0  |
|                         | 15.  | Ports Authority      | 0  | 0 | 0 | 0 | 0 | 0  | 0  | 0  |
|                         | 16.  | Star Sport Academy   | 0  | 0 | 0 | 0 | 0 | 0  | 0  | 0  |
|                         | 17.  | Wilberforce Strikers | 0  | 0 | 0 | 0 | 0 | 0  | 0  | 0  |
|                         | 18.  | Wusum Stars          | 0  | 0 | 0 | 0 | 0 | 0  | 0  | 0  |

Legenda
      Campione della Sierra Leone e ammessa alla CAF Champions League 2025-2026.
      Ammessa alla Coppa della Confederazione CAF 2025-2026.
      Retrocessa in National First Division 2025-2026.
Note:
Tre punti a vittoria, uno a pareggio, zero a sconfitta.